# Hieracium abruptorum
Hieracium abruptorum es una especie de planta con flor del género Hieracium, de la familia Asteraceae, orden Asterales.

## Distribución
Hieracium abruptorum se distribuye por la parte europea de Rusia.

## Taxonomía
Fue descrita científicamente por Schljakov. Fue publicada en Fl. Murmansk. Obl. 5: 338, 436 (1966).